# 황등서로
황등서로(Hwangdeungseo-ro)는 전북특별자치도 익산시 황등면 농협삼거리 와 익산시 함라면을 잇는 도로이다.

## 주요 경유지
전북특별자치도
- 익산시 (황등면 . 함라면)

## 노선
| 이름       | 접속 노선                   | 소재지 | 소재지 | 비고 |
| ---------- | --------------------------- | ------ | ------ | ---- |
| 농협삼거리 | 지방도 제718호선 (황등로)   | 익산시 | 황등면 |      |
| 황등육교   |                             | 익산시 | 황등면 |      |
| 송하사거리 | 지방도 제718호선 (탑천로)   | 익산시 | 황등면 |      |
| 동련교차로 | 국도 제23호선 (서부로)      | 익산시 | 황등면 |      |
| 마포교     |                             | 익산시 | 황등면 |      |
|            | 함라면                      | 익산시 |        |      |
| 왈인삼거리 | 동군산로                    | 익산시 |        |      |
| 벌매사거리 | 지방도 제722호선 (칠목재로) | 익산시 |        |      |

## 주요 건물 및 시설
- 맹문서점 (황등서로 42/황등리 964-4)
- 황등남초등학교(황등서로 44/황등리 963-3)
- 황등의용소방대 (황등서로 55/황등리 1253-3)
- 진경여자중학교(황등서로 104/동연리 620)
- 농협 황등농협 주유소 (황등서로 173/신기리 377-1)